# کرستی بارتون
کرستی بارتون (انگلیسی: Kirsty Barton؛ زادهٔ ۲۹ مهٔ ۱۹۹۲) بازیکن فوتبال اهل بریتانیا است.